# Flashdance... What a Feeling
«Flashdance... What a Feeling» és una cançó de la pel·lícula Flashdance de 1983 amb música de Giorgio Moroder i lletra de Keith Forsey i l'intèrpretat per Irene Cara. A Moroder se li havia demanat la partitura de la pel·lícula, i Cara i Forsey van escriure la majoria de les lletres després que se'ls mostrés l'última escena en què el personatge principal balla en una audició per a un grup de jutges. Van sentir que l'ambició de la ballarina per tenir èxit podria actuar com una metàfora per assolir qualsevol somni d'una persona i van escriure lletres que descriuen com se sent quan la música inspira algú a ballar. La cançó va acabar sent utilitzada per a l'escena que van veure així com durant els crèdits inicials, en que el personatge principal es mostra treballant com a soldadora.
La seva col·laboració va ser el primer senzill llançat de l'àlbum de la banda sonora i va rebre crítiques positives. Com que Flashdance s'havia de llançar a mitjans d'abril d'aquell any, Casablanca Records va posar a disposició el senzill al març com una forma de comercialitzar la pel·lícula al públic objectiu. L'èxit inesperat a la taquilla va provocar que a les botigues dels Estats Units es venguessin tant el senzill com el seu àlbum principal pocs dies després que Flashdance fos als cinemes. La cançó va passar sis setmanes al número u del Billboard Hot 100 i va encapçalar les llistes de tot el món. Va ser guardonat amb la certificació d'Or per la Recording Industry Association of America per vendes d'un milió de còpies i va guanyar l'Oscar i el Globus d'Or a la Millor Cançó Original i va fer guanyar a Cara el Premi Grammy a la Millor Interpretació Vocal Pop Femenina.
L'èxit de la cançó va deixar clar a Cara que no estava rebent els drets d'autor estipulats en el seu contracte de gravació, i va emprendre accions legals contra el seu segell per tal de ser compensada. La reacció que ella diu que va patir com a represàlia per presentar una demanda la va deixar fora de la indústria de l'entreteniment mentre lluitava per trobar feina. Tot i que va començar a rebre drets d'autor per les gravacions que va fer per a ells, el segell i el seu propietari es van declarar en fallida i van afirmar que no podien pagar-li el milió i mig de dòlars que li havia concedit un Tribunal Superior de Los Angeles.

## Antecedents i escriptura

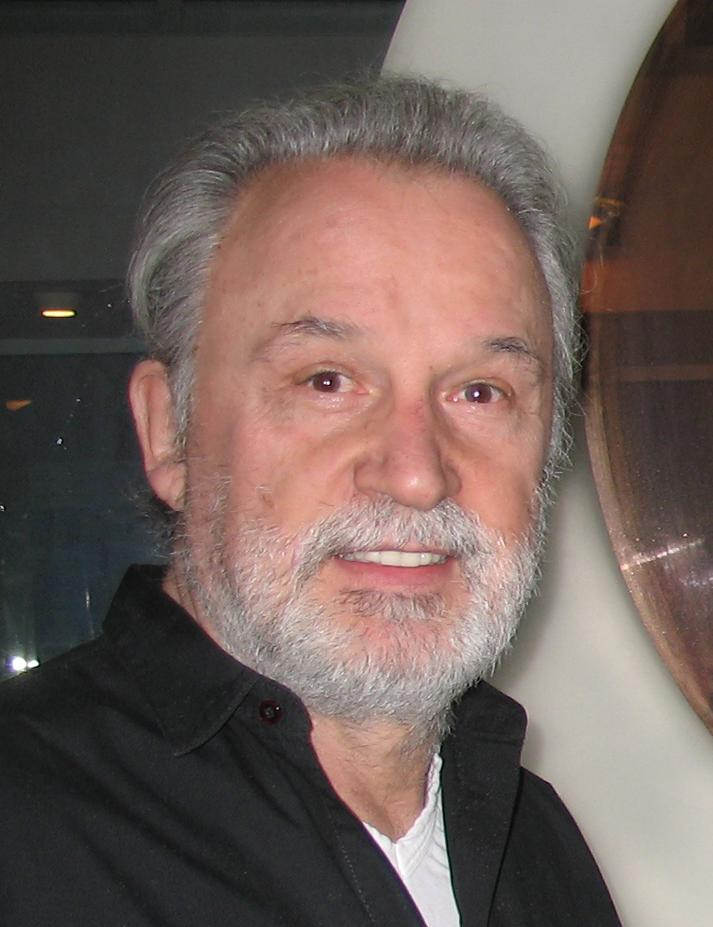
Giorgio Moroder va escriure la música de la cançó.

Després de guanyar l'Oscar a la millor banda sonora original el 1979 per Midnight Express, Giorgio Moroder va treballar amb el productor de Flashdance Jerry Bruckheimer a la pel·lícula American Gigolo de 1980, i Bruckheimer es va posar en contacte amb Moroder el 1982 per veure si estaria interessat a compondre la música per a la nova pel·lícula, que explicava la història d'Alex Owens, una jove que somia amb convertir-se en ballarina i ha de vèncer la seva por a fer una audició davant un jurat. Malgrat la seva manca d'interès a causa d'altres compromisos, Moroder va idear una música que era "un esbós molt tosc". Va pensar que podria encaixar bé amb el projecte i el va enviar abans que comencés el rodatge. La demo va ser la música del que es va convertir en «Flashdance... What a Feeling», però Moroder no va acceptar compondre la partitura fins després de veure un vídeo d'un tall aproximat de la pel·lícula, que va acabar el rodatge el 30 de desembre de 1982. Aleshores va delegar l'escriptura de la lletra al seu bateria de sessió, Keith Forsey, que va començar la tasca per ell mateix però més tard va rebre l'ajuda d'Irene Cara. Va descriure Forsey com «molt agradable, un encant. Era molt divertit. Definitivament vam connectar.»
Cara va rebre la seva gran oportunitat l'any 1980 en el paper de Coco Hernández, estudiant de la High School of Performing Arts, a la pel·lícula Fama. L'àlbum de la banda sonora incloïa dos èxits de les llistes que Cara va gravar: la cançó del títol, que va arribar al número 4 del Billboard Hot 100, i "Out Here on My Own", que va arribar al número 19. Quan el segell discogràfic de la banda sonora, RSO, va sortir del negoci, un dels seus executius, Al Coury, la va convèncer perquè s'unís a la seva recent formació Network Records, i la cançó principal del seu primer àlbum allà, Anyone Can See, va assolir el número 42 de l'Hot 100 durant una sèrie de 18 setmanes que va començar el novembre de 1981. Estava treballant en un àlbum i buscant un productor a principis de 1983 quan Paramount Pictures va contactar amb ella per proporcionar la lletra de la nova cançó de la banda sonora. Tot i que Moroder havia mostrat interès a treballar amb ella un cop va tenir èxit amb Fama, es va mostrar reticent a ser comparada amb una altra cantant que ell havia produït, Donna Summer. «Però amb 'Flashdance[... What a Feeling]'», va explicar Cara, «ens va unir la Paramount».
We used dance as a metaphor for ... attaining anything in your life that you want to accomplish (Vam utilitzar la dança com a metàfora per... aconseguir qualsevol cosa en la vida que volguessis aconseguir).
A Cara i Forsey se'ls va mostrar l'última escena de la pel·lícula, en què l'Alex fa una audició, per tenir una idea de quina hauria de ser la lletra. Després els van portar de la projecció a l'estudi de Giorgio per gravar la cançó i, durant el viatge, van poder inventar la majoria de les paraules que cantaria Cara. Ella va dir: «No tenia ni idea de què tractava la pel·lícula ni res. Em va semblar que tenia un aspecte similar a Fame, així que vaig pensar que, bé, aquesta és una altra pel·lícula d'arts escèniques.» Li va dir a Forsey que pensava que la lletra hauria de descriure la sensació de ballar i li atribueix la lletra que va inspirar el títol provisional de la cançó, «Dancing for Your Life». Va explicar com la cançó es va convertir en «una metàfora sobre una ballarina, com controla el seu cos quan balla i com pot controlar la seva vida» i com aquesta forma d'art en particular podria representar qualsevol objectiu que algú tingui. Moroder va sentir que la lletra «What a Feeling» (quina sensació) era adequada per a la història però va intentar persuadir-los perquè incorporessin el títol de la pel·lícula a la lletra; el més a prop que podien fer-ho va ser utilitzar les dues paraules que formaven el títol en línies separades de la cançó, com ara «In a flash it takes hold of my heart» (En un instant s'apodera del meu cor). Va ser només després que la cançó es va completar amb el títol «What a Feeling" que "Flashdance...» es va afegir «per obtenir una mica de promoció addicional».
La cançó està en la tonalitat de si bemoll major i té un tempo de 122 pulsacions per minut. La veu de Cara abasta des dels nodes tonals de Fa₃ a Re5.

## Gravació
Moroder havia produït l'èxit de Summer «Heaven Knows», que comptava amb el vocalista de Brooklyn Dreams Joe "Bean" Esposito, i va fer que Esposito enregistrés una demo vocal de «Flashdance... What a Feeling». Moroder hauria fet que Esposito fes l'enregistrament final, però Paramount volia algú que fos conegut. Els productors de la pel·lícula també van considerar que la cantant de la cançó hauria de ser una dona. Cara va estipular en el seu acord per escriure la lletra que ella seria la que cantaria la cançó, i Moroder va pensar que "va fer un treball absolutament fantàstic". Ella volia fer més d'una presa, i ell va sentir que la seva tercera presa era la millor.
When you first heard it, you said, 'It's a hit.' (El primer cop que l'escoltes dius "És un èxit")  
Van acabar la gravació de la cançó en pocs dies i a l'estudi de cinema els va agradar el que van escoltar. A la Special Collector's Edition en DVD de Flashdance del 2010, Bruckheimer va dir: «Quan l'escoltes per primera vegada, dius: "It's hit"» (és un èxit). «És una d'aquestes coses que acabes d'escoltar i que no t'ho pots treure del cap. I ens va emocionar a tots. Vam seguir tocant-la una vegada i una altra i no ens vam cansar mai. Fins avui, no estic cansat d'aquesta cançó.» Cara també va tenir una bona sensació: «Quan la vam gravar vaig saber que teníem alguna cosa especial amb la cançó. Algunes coses que només sents, saps? Realment no es pot disseccionar-lo ni analitzar-lo. És una cosa espiritual que sents, i vaig sentir que tenia alguna cosa especial amb aquesta cançó.»

## Recepció crítica
"Flashdance... What a Feeling» va rebre crítiques predominantment positives en el moment del seu llançament i ho ha continuat fent. La revista Billboard va proclamar que la cançó era «el millor aparador per als talents vocals de Cara des que va arribar a 'Fame' tres anys abans. L'animada melodia de Giorgio Moroder té el mateix tipus d'optimisme anhelant que aquell èxit inicial.» Cash Box va coincidir: «Aquest hauria de ser el vehicle que Cara ha estat buscant des del seu debut a 'Fama'. El ganxo de Moroder és potent, la disposició ben esculpida. Coses fortes.» Betty Page de Record Mirror va predir: «Huge hitsville, EUA... Sens dubte, el guanyador del Grammy, Oscar... de l'any que ve.» Maureen Rice de la revista Number One va admetre: «M'agrada molt això» i ho va descriure com "una gravació de ràdio perfecta». El crític de música pop del New York Times, John Rockwell, va escriure que la cançó, «cantada per Irene Cara d'una manera que evoca directament el seu gran èxit, 'Fame', encara posseeix una energia optimista pròpia». Els editors de Digital Audio's Guide to Compact Discs van descriure la cançó com «una barreja de música de fons del sintetitzador i un ritme de disc dur" i van concloure: "Aquests efectes i la veu entusiasta de Cara fan que aquesta sigui una cançó impressionant».
En les seves crítiques retrospectives, AllMusic va etiquetar la cançó com una de les seves eleccions d'àlbums de la banda sonora de Flashdance, l'àlbum What a Feelin' de Cara, i la compilació Casablanca Records Story de 1994.

## Llançament i rendiment comercial
Atès que Flashdance s'havia de llançar el 15 d'abril de 1983, l'enregistrament de Cara es va posar a disposició com a senzill "scout" al març com una manera de cridar l'atenció del públic objectiu de la pel·lícula, però Paramount Pictures tenia dubtes que la pel·lícula tingués un bon rendiment a la taquilla. Bruckheimer va explicar que l'empresa matriu de Casablanca, Polygram, "només va enviar 60.000 [còpies de l'àlbum de la banda sonora], així que realment no tenien fe en el disc". El número del 7 de maig de la revista Cashbox, però, va informar sobre l'èxit sorpresa de la pel·lícula, assenyalant que el dimarts 19 d'abril, els minoristes informaven que tota la mercaderia de Flashdance havia desaparegut. Paramount va planejar que el director de la pel·lícula, Adrian Lyne, en prengués parts d'escenes per crear vídeos musicals per a cançons de la banda sonora, inclosa la contribució de Cara, que també s'utilitzarien en tots els anuncis de ràdio i televisió posteriors de la pel·lícula com a una manera perquè els compradors potencials d'entrades «identifiquin la pel·lícula».
A l'edició del 2 d'abril de 1983 de la revista Billboard, «Flashdance...What a Feeling» va començar una sèrie de 25 setmanes a Billboard Hot 100, que va incloure 14 setmanes entre els 10 primers, convertint-se en el top-10 senzill de 1983. El Billboard del 28 de maig va marcar la primera de 6 setmanes com la cançó més popular als Estats Units, i també va arribar al número u a Austràlia, Canadà, Dinamarca, Espanya, Japó, Nova Zelanda, Noruega, Sud-àfrica, Suècia, i Suïssa i van ser els cinc primers a Àustria, Finlàndia, Irlanda, el Regne Unit, i la República Federal Alemanya. Va debutar a la llista Adult Contemporary de Billboard al número del 30 d'abril i va arribar al número 4 durant les seves 24 setmanes allà. Al número del 7 de maig va fer la seva primera aparició a la llista dels Black Singles més populars dels EUA i va passar 5 de les seves 22 setmanes allà al número 2 (darrere de "Juicy Fruit" de Mtume, que només va arribar al número 45 a Hot 100). El número del 7 de maig també va començar les 18 setmanes que el remix de 12 polzades va passar a la seva llista Dance/Disco Top 80, 3 de les quals estaven al primer lloc. Als singles de l'any 100 Hot 100 <span typeof="mw:Nowiki" id="mwAR8">de</span> <i id="mwAR4">Billboard</i> de 1983, va ocupar el número 3.
El 17 de juny, la Recording Industry Association of America va atorgar la certificació d'or única per aconseguir vendes d'un milió de còpies, i l'1 de juliol, la indústria fonogràfica britànica li va emetre la certificació de plata per 250.000 unitats venudes. També l'1 de juliol, Music Canada va atorgar el premi Gold i Platinum per assolir els llindars de 50.000 i 100.000 unitats, respectivament, i el premi Double Platinum es va emetre l'1 de gener de 1984, després d'assolir la marca de 200.000. Més tard aquell mes, Billboard va informar que les vendes al Japó eren més de 700.000. A França, les vendes també van arribar a la marca del milió per a la certificació de platí.

## Premis i reconeixements
Com a senzill, "Flashdance...What a Feeling" va valer a Cara el premi Grammy a la millor interpretació vocal pop femenina i una nominació al disc de l'any. Com a part de la banda sonora <i id="mwAYQ">de Flashdance</i>, li va donar a ella i a tots els compositors que van contribuir a l'àlbum el premi Grammy al millor àlbum de partitura original escrita per a una pel·lícula o un especial de televisió, i també va ser nominada juntament amb tots els altres intèrprets de la banda sonora de l'Àlbum de l'any. "Flashdance... What a Feeling" va guanyar l'Oscar i el Globus d'Or a la millor cançó original i també va ser nominada en aquesta categoria als Premis BAFTA de Cinema. També va contribuir totalment o parcialment a tres nominacions als American Music Award: Favorite Pop/Rock Album, Favorite Pop/Rock Song i Favorite Soul/R&amp;B Female Artist per a Cara.
El 1998, "Flashdance. . . What a Feeling" va ocupar el número nou de la llista de les 10 millors cançons de la banda sonora de la revista Billboard, i a la llista de Cançons del segle compilada per la Recording Industry Association of America l'any 2001, la cançó va figurar al número 256. El 2004, va acabar al número 55 de l'enquesta AFI's 100 anys... 100 cançons sobre les millors cançons del cinema nord-americà, i el 2008, la cançó es va classificar en el número 26 de l'All Time Top 100 de Billboard, que va commemorar el 50è aniversari del Billboard Hot 100. Quan la revista Rolling Stone va classificar les 20 millors interpretacions a l'Oscar de la millor cançó el 2016, l'aparició de Cara als Premis de l'Acadèmia de 1984 va figurar al número 20. El 2018, Insider va incloure la cançó del títol a la seva llista de 35 de les cançons de pel·lícules més emblemàtiques de tots els temps, afegint que "té un lloc especial en la història de la cultura pop". Aquell mateix any, va ocupar el número 34 de la llista de Billboard dels "600 cops més massius durant les sis dècades de [Hot 100]", i el 2019, la revista va classificar la cançó al número 11 en la seva llista de les 100 cançons més populars de tots els temps de dones.

## Conseqüències
A més d'estar disponible a l'àlbum de la banda sonora, "Flashdance. . . What a Feeling" es va incloure al següent LP de Cara, What a Feelin', que va ser produït per Moroder. Quan va promocionar els nous singles d'aquest àlbum a finals de 1983 i durant la primera meitat de 1984, també va estar ocupada recollint premis pel seu èxit de banda sonora, però la sort es va veure contaminada per la sensació de ser enganyada per la seva companyia discogràfica. Fins i tot amb aquest èxit recent, només havia rebut 183 dòlars en drets d'autor de Network Records i va exigir una explicació a Coury, que "va intentar apaivagar-la amb regals i promeses". A finals de 1984, encara només havia rebut 61.343 dòlars i va decidir contractar advocats especialitzats en entreteniment per aconseguir els diners que el seu contracte deia que li havien de pagar i també per ajudar-la a alliberar-se de la marca. Anys més tard va dir: "Mai em vaig adonar que allò que en aquell moment semblava una decisió tan lògica em costaria tant".
El 1985 Cara va presentar una demanda contra Al Coury Inc. i Network Records demanant 10 milions de dòlars punitius i aproximadament 2 milions de dòlars en danys compensatoris, al·legant, entre altres coses, que Coury va retenir 2 milions de dòlars en acords de composició i gravació que involucren "Flashdance... What a Feeling". El tracte que va rebre a la indústria de l'entreteniment a partir d'aquell moment, però, la va fer sospitar que Coury va iniciar una campanya de desprestigi per arruïnar la seva carrera. Afirma que van advertir a les altres discogràfiques de la seva demanda perquè ningú la contractés i que la gent que abans l'acollia —des de productors i agents de càsting fins al personal de restaurants i altres establiments preferits de Los Angeles— ara no volien tenir res a veure amb ella. Fins i tot es va parlar que la seva carrera havia estat destruïda per l'addicció a les drogues. Quan Network Records es va retirar, Coury va anar a treballar per a David Geffen, qui Cara està segura que també va participar en vilipendiar-la.
L'equip original d'advocats que Cara va contractar havia argumentat en la seva demanda que Network no era una etiqueta en funcionament en lloc de simplement presentar un cas per frau, així que va provar amb diverses altres empreses quan el cas ja no anava enlloc abans de trobar Tom. Nunziato, un advocat que va tornar a posar les coses en marxa. "És evident que estava molesta, però era molt creïble", va recordar Nunziato. "Ella va ser impressionant. Sóc advocat de contingències, i el noranta per cent d'un cas de contingència és la credibilitat del vostre client, suposant que els fets hi siguin." Com que el termini de prescripció s'havia exhaurit per reclamar frau, es va haver de centrar com a qüestió comptable, però Cara finalment podia presentar el seu cas davant un jurat.
El 1993, després de concloure que la carrera de Cara va ser danyada com a conseqüència del tractament que va rebre, un Tribunal Superior del Comtat de Los Angeles li va concedir 1,5 dòlars. milions per a fons mal comptabilitzats. No es va permetre, tanmateix, fer cap cas per danys punitius, i Nunziato va explicar com en realitat aconseguir els diners era més complicat: "Perquè només les corporacions [Al Coury Inc. i Network Records] van ser demandades al principi i no els individus, les corporacions s'acabaven de declarar en fallida; suposadament van utilitzar tots els diners per pagar els advocats... Irene va ser reivindicada pel jurat, però el sistema legal va caure, i no hi havia manera de compensar-la". No obstant això, va començar a guanyar drets d'autor pels seus enregistraments a la xarxa gairebé una dècada després del seu últim èxit de llista el 1984.

## Llista de cançons
| 1. | «Flashdance... What a Feeling»                                 | 3:55 |
| 2. | «Love Theme from Flashdance» (instrumental per Helen St. John) | 3:26 |

| 1. | «Flashdance... What a Feeling» | 7:15 |
| 2. | «Found It»                     | 4:20 |

## Crèdits i personal
A partir de les notes de fons del llançament del CD de 1997 de What a Feelin':
| - Irene Cara – vocalista principal - Joe Esposito – cors de suport - Stephanie Spruill – cors de suport - Maxine Willard Waters – cors de suport | - Richie Zito – guitarra - Keith Forsey – percussió - Sylvester Levay – teclats; arranjament - Giorgio Moroder – productor | - John "Jellybean" Benitez – remescla (senzill 12) - Brian Reeves – enginyer - Mike Frondelli – enginyer - Dave Concors – enginyer |

## Gràfics
| Gràfic (1983)                                  | Millor posició |
| ---------------------------------------------- | -------------- |
| Alemanya Federal (Llista oficials alemanyes)   | 3              |
| Austràlia (Kent Music Report)                  | 1              |
| Àustria (Ö3 Austria Top 40)                    | 4              |
| Bèlgica (Ultratop 50 Flandes)                  | 22             |
| Canadà Top Singles (RPM)                       | 1              |
| Dinmarca (IFPI)                                | 1              |
| Espanya (AFYVE)                                | 1              |
| Finlàndia (Suomen virallinen lista)            | 2              |
| França (IFOP)                                  | 1              |
| Irlanda (IRMA)                                 | 2              |
| Itàlia (Musica e dischi)                       | 1              |
| Japó (Oricon)                                  | 1              |
| Païssos Baixos (Dutch Top 40)                  | 13             |
| Païssos Baixos (Single Top 100)                | 17             |
| Nova Zelanda (Recorded Music NZ)               | 1              |
| Noruega (VG-lista)                             | 1              |
| Portugal (Música & Som)                        | 1              |
| Sud-àfrica (Springbok Radio)                   | 1              |
| Suècia (Sverigetopplistan)                     | 1              |
| Suïssa (Swiss Hitparade)                       | 1              |
| UK Singles (OCC)                               | 2              |
| US Billboard Hot 100                           | 1              |
| US Adult Contemporary (Billboard)              | 4              |
| US Dance Club Songs (Billboard)                | 1              |
| US Hot Black Singles (Billboard)               | 2              |
| US Cash Box Top 100 Singles                    | 1              |
| US Cash Box Top 100 Black Contemporary Singles | 3              |
| Zimbabwe (ZIMA)                                | 8              |

| Gràfic (2022)                        | Millor posició |
| ------------------------------------ | -------------- |
| Japan Hot Overseas (Billboard Japan) | 10             |

| Gràfic (1983)                                  | Posició |
| ---------------------------------------------- | ------- |
| Alemanya Federal (Official German Charts)      | 7       |
| Austràlia (Kent Music Report)                  | 2       |
| Àustria (Ö3 Austria Top 40)                    | 2       |
| Canada Top Singles (RPM)                       | 4       |
| Nova Zelanda (Recorded Music NZ)               | 4       |
| Sud-àfrica (Springbok Radio)                   | 9       |
| Suïssa (Schweizer Hitparade)                   | 1       |
| UK Singles (OCC)                               | 27      |
| US Billboard Hot 100                           | 3       |
| US Adult Contemporary (Billboard)              | 17      |
| US Dance Club Songs (Billboard)                | 7       |
| US Hot Black Singles (Billboard)               | 15      |
| US Cash Box Top 100 Singles                    | 1       |
| US Cash Box Top 100 Black Contemporary Singles | 20      |

| Gràfic (1958–2021)   | Posició |
| -------------------- | ------- |
| US Billboard Hot 100 | 38      |

## Certificacions
| Regió                                                    | Organisme certificador | Certificat | Vendes     |
| -------------------------------------------------------- | ---------------------- | ---------- | ---------- |
| Canadà                                                   | CRIA                   | 2× Platí   | 200.000^   |
| Estats Units                                             | RIAA                   | Or         | 1.000.000^ |
| França                                                   | SNEP                   | Platí      | 1.365.000  |
| Japó                                                     | RIAJ                   |            | 697.000    |
| Regne Unit                                               | BPI                    | Plata      | 250.000^   |
| ^ Xifres basades només en el mínim per a la certificació |                        |            |            |

## Versió de Marcia Hines
La cantant estatunidenca-australiana Marcia Hines va gravar una versió de la cançó titulada "What a Feeling" el 1998. Va ser llançat com el senzill principal del seu novè àlbum d'estudi, Time of Our Lives (1999).

### Llista de pistes
- CD single

1. "What a Feeling" – 3:25
2. "What a Feeling" (12″ Mix) – 5:30
3. "What a Feeling" (Discothèque Remix) – 7:07
4. "What a Feeling" (Easy Skanking Mix) – 5:57
5. "What a Feeling" (Freakazoid Dub Mix) – 6:35
6. "What a Feeling" (Extended Mix) – 5:23
7. "I Got the Music in Me" – 4:38

### Gràfics
| Gràfic (1998–1999)               | Millor posició |
| -------------------------------- | -------------- |
| Austràlia (ARIA)                 | 66             |
| Nova Zelanda (Recorded Music NZ) | 23             |

## Versió Global Deejays
El 2005, el grup de música house austríac Global Deejays va versionar "Flashdance. . . What a Feeling" al seu àlbum Network, retitulat "What a Feeling (Flashdance)".

### Llista de pistes
- CD maxi single austríac, alemany i australià

1. "What a Feeling (Flashdance)" (Versió de ràdio de seguiment progressiu) - 3:14
2. "What a Feeling (Flashdance)" (Versió de ràdio Clubhouse) - 3:32
3. "What a Feeling (Flashdance)" (Versió de ràdio pop) - 2:46
4. "What a Feeling (Flashdance)" (Clubhouse Mix) - 6:11
5. "What a Feeling (Flashdance)" (Feelin' Da Vox Mix de GLOW) - 6:25
6. "What a Feeling (Flashdance)" (mescla de seguiment progressiu) - 5:29
7. "What a Feeling (Flashdance)" (Versió OSX) - 6:02

- CD maxi single francès

1. "What a Feeling (Flashdance)" (House Radio Edit) - 3:33
2. "What a Feeling (Flashdance)" (Versió de ràdio de seguiment progressiu) - 3:14
3. "What a Feeling (Flashdance)" (Versió de ràdio pop) - 2:46
4. "What a Feeling (Flashdance)" (Clubhouse Mix) - 6:11
5. "What a Feeling (Flashdance)" (mescla de seguiment progressiu) - 5:27

- CD maxi single belga

1. "What a Feeling (Flashdance)" (Versió de ràdio de seguiment progressiu) - 3:14
2. "What a Feeling (Flashdance)" (Versió de ràdio Clubhouse) - 3:32
3. "What a Feeling (Flashdance)" (Versió de ràdio pop) - 2:46
4. "What a Feeling (Flashdance)" (mescla de seguiment progressiu) - 5:29

- Senzill alemany i italià de 12 polzades

A1. "What a Feeling (Flashdance)" (Clubhouse Mix) - 6:07
A2. "What a Feeling (Flashdance)" (Feelin' Da Vox Mix de GLOW) - 6:25
B1. "What a Feeling (Flashdance)" (mescla de seguiment progressiu) - 5:28
B2. "What a Feeling (Flashdance)" (Versió OSX) - 6:02
- Senzill francès de 12 polzades

A. "What a Feeling (Flashdance)" (Clubhouse Mix) - 6:11
B. "What a Feeling (Flashdance)" (mescla de seguiment progressiu) - 5:27

### Gràfics
| Gràfic (2005)                         | Millor posició |
| ------------------------------------- | -------------- |
| Austràlia (ARIA)                      | 44             |
| Australia Dance (ARIA)                | 8              |
| Àustria (Ö3 Austria Top 40)           | 14             |
| Bèlgica (Ultratop 50 Flandes)         | 28             |
| Bèlgica (Ultratop 50 Valònia)         | 29             |
| CIS (TopHit)                          | 9              |
| República Txeca (IFPI)                | 7              |
| França (SNEP)                         | 18             |
| Alemanya (Llistes oficials alemanyes) | 16             |
| Hongria (Dance Top 40)                | 1              |
| Païssos Baixos (Single Top 100)       | 35             |
| Països Baixos (Tipparade)             | 6              |
| Suïssa (Swiss Hitparade)              | 45             |

| Gràfic (2005) | Posició |
| ------------- | ------- |
| CIS (Tophit)  | 56      |
| França (SNEP) | 100     |

## Altres versions
- Björn Again va llançar una versió de la cançó com a senzill el 1993, que va arribar al número 65 a la llista de singles del Regne Unit.[144]
- El cantant suís DJ BoBo va llançar una versió a duet amb Irene Cara l'any 2001, que va arribar al número dos a Suïssa, al número tres a Alemanya, al número 10 a Espanya i al número 11 a Àustria.[145]
- La cantant francesa Priscilla Betti va llançar una versió francesa de la cançó anomenada "Cette vie nouvelle" com a segon senzill del seu àlbum debut Cette vie nouvelle (2002). Va arribar al número nou a França i al número 36 a la regió valona de Bèlgica.[146]
- Marie Picasso va versionar la cançó el 2007, arribant al número 54 de la llista de senzills sueques.[147]
- S'inclouen extenses mostres de la versió de Cara al senzill de Jason Derulo del 2010 "The Sky's the Limit".[148]
- Lea Michele i Jenna Ushkowitz van versionar la cançó de la sèrie de televisió Glee a l'episodi de la tercera temporada "Pros". El senzill va ser llançat el 25 de maig de 2012 i va ocupar el número 145 al Regne Unit.[149][150]